# Carne trémula
Carne trémula è un film del 1997 diretto da Pedro Almodóvar, liberamente tratto dal romanzo Carne viva della scrittrice inglese Ruth Rendell.

## Trama
Madrid, Natale 1970: lo Stato spagnolo ha dichiarato lo stato di emergenza che limita le libertà civili. Una giovane prostituta, Isabel Plaza Caballero, dà alla luce su un autobus un figlio che chiama Víctor. Vent'anni dopo, quest'ultimo si presenta per un appuntamento con Elena, una ragazza dipendente da droghe con cui aveva avuto un rapporto sessuale fortuito una settimana prima. Quest'ultima sta aspettando l'arrivo del suo spacciatore e ordina a Víctor di andarsene, arrivando a minacciarlo con una pistola. Quando insiste, i due hanno uno scontro fisico, al termine del quale Elena viene messa fuori combattimento ma dalla pistola parte accidentalmente un colpo, che allerta un vicino che chiama la polizia.
Alla telefonata rispondono due poliziotti: il più maturo Sancho, un alcolizzato instabile che ritiene che la moglie Clara lo tradisca, e il più giovane David. Giunti sul posto dalla finestra i due vedono lo scontro fra Víctor ed Elena, giungendo alla conclusione che si stia consumando un episodio di abusi domestici. David vorrebbe chiamare i rinforzi, ma Sancho prende l'iniziativa e fa irruzione all'appartamento. In preda al panico, Víctor tiene in ostaggio Elena con la pistola, David cerca di tranquillizzarlo per spingerlo ad abbassare l'arma, ma i modi aggressivi di Sancho fanno precipitare la situazione: David riesce a far fuggire Elena ma il collega Sancho salta addosso a Víctor per prendergli l'arma e, nella colluttazione, la pistola spara un secondo proiettile.
Quattro anni dopo, Víctor termina di scontare la sua pena detentiva in carcere, essendo stato accusato del ferimento del poliziotto, periodo trascorso dedicandosi a tempo pieno allo studio di diverse materie e allenandosi duramente. David, che è rimasto paralizzato alle gambe dallo sparo di anni prima, è diventato un campione delle Paralimpiadi, oltre a essersi sposato con Elena che si è ripulita e gestisce un orfanotrofio. Una volta fuori di prigione, Víctor incassa i soldi lasciati a lui dalla madre poco prima defunta e va a vivere in una casa destinata alla demolizione. Un giorno il giovane, mentre visita la tomba di sua madre, al cimitero incontra Elena lì per il funerale di suo padre, e ne approfitta per farle le condoglianze senza identificarsi. Successivamente Víctor incontra Clara, la moglie di Sancho, arrivata in ritardo alla sepoltura del padre di Elena, e i due stringono una relazione sessuale.
Elena una volta a casa racconta a suo marito dell'incontro con Víctor, perciò l'uomo si precipita da quest'ultimo e lo avverte di lasciare in pace sua moglie. Clara nel frattempo continua la relazione clandestina con l'ex galeotto, innamorandosi di lui e trasformandolo in un grande esperto del piacere femminile. Il giovane, perseguendo un suo piano personale segreto di conquista di Elena, riesce a farsi assumere come volontario nell'orfanotrofio da lei diretto. La donna vorrebbe opporsi ma Víctor, conquistando intere classi di bambini, si rivela estremamente portato per tale lavoro.
David inizia a pedinare Víctor, fotografando di nascosto i suoi incontri con Clara. Affronta nuovamente il giovane, accusandolo di averlo ridotto su una sedia a rotelle, ma Víctor a sorpresa nega la responsabilità di avergli sparato rivelando che in realtà è stato Sancho a premere il grilletto, puntando di proposito contro di lui. Sancho sapeva che il collega tradiva la loro amicizia portandosi a letto la moglie Clara e voleva vendicarsi facendola franca. David rimasto colpito dalla confessione la racconta ad Elena, che scioccata decide di rimanere accanto al marito e di lasciare l'orfanotrofio per allontanarsi da Víctor. Tra i due infatti, malgrado gli incidenti del passato, è rimasta intatta una certa intesa, rafforzatasi alla luce dei nuovi chiarimenti. 
Víctor nel frattempo decide di mettere fine per sempre agli incontri con Clara. Durante una notte all'orfanotrofio Elena, arrivata per prendere le sue cose, offre a Víctor un'unica notte di passione a condizione che poi non la contatti più. I due si concedono quindi un lungo ed intenso incontro amoroso, una notte appassionata di conciliazione e di riscatto per entrambi. Il giorno dopo Elena per onestà rivela a David il tradimento commesso ma aggiunge che ha scelto di rimanere al fianco del marito, perché sa che fra i due David è il più debole. Quest'ultimo decide comunque di vendicarsi di Víctor.
Clara lascia Sancho e abbandona il tetto coniugale, sparandogli e ferendolo superficialmente quando questi prova a fermarla. David sopraggiunge poco dopo e come se non bastasse mostra all'ex collega le foto intime che ha scattato a Clara e Víctor, accompagnandolo a casa del giovane per consentirgli di vendicarsi. In realtà intende farla pagare a sé stesso per mano dell'amico, proprio come Sancho aveva fatto con lui anni prima. Una volta giunti nella casupola trovano Clara, la quale sapendo di dover morire ha appena scritto una commovente lettera d'addio per Víctor. Lei e Sancho si sfidano tenendosi entrambi sotto tiro con le rispettive pistole, al termine dello stallo si sparano a vicenda: Clara viene uccisa, mentre Sancho, ferito, si suicida, non prima però di aver minacciato e coinvolto nella dinamica Víctor, intervenuto di corsa dopo aver sentito i colpi provenire dalla propria abitazione. 
Uno stacco temporale mostra il finale in cui David è a Miami in compagnia di amici, e si scusa a distanza con Elena per tutto quanto accaduto. La donna lavora sempre all'orfanotrofio, insieme a Víctor, e aspetta un bambino da lui. La notte di Natale Elena entra in travaglio e viene accompagnata da Víctor all'ospedale. Lungo la strada restano bloccati nel traffico e Víctor, ricordando le circostanze della sua nascita, rassicura suo figlio non ancora nato sussurrandogli che ormai gli spagnoli non sono più costretti a vivere nella paura.

## Produzione
Il film è stato prodotto dalla CiBy 2000, con il sostegno della El Deseo e della France 3 Cinema. Gli effetti speciali sono a cura della Molina Efectos Especiales, mentre la musica è stata mixata dalla Cinearte. Le scene sono state girate completamente a Madrid, Spagna.

## Distribuzione
La pellicola è stata distribuita in diversi paesi con titoli e date differenti:
- Spagna 10 ottobre 1997 Carne trémula
- USA 12 ottobre 1997 Live Flesh
- Francia 29 ottobre 1997 En chair et en os
- Italia 14 novembre 1997
- Portogallo 12 dicembre 1997 Carne Viva
- Germania 7 maggio 1998 Live Flesh - Mit Haut und Haar
- Regno Unito 15 maggio 1998 Live Flesh
- Australia 23 luglio 1998
- Giappone Agosto 1998

## Accoglienza
Il film nel primo week-end di apertura ha guadagnato: $ 59 558 negli Stati Uniti e £ 56 060 in Regno Unito. In totale ha incassato $ 1 535 558 negli Stati Uniti, £ 179 285 nel Regno Unito, e € 4 990 598 in Spagna.

## Riconoscimenti
- 1998 - Premio Goya
  - Miglior attore non protagonista per José Sancho
  - Nomination Miglior attore per Javier Bardem
  - Nomination Miglior attrice non protagonista per Ángela Molina
- 1998 - European Film Awards
  - Nomination Miglior attore per Javier Bardem
  - Nomination Miglior Film per Agustín Almodovar
- 1998 - Nastro d'argento
  - Migliore attrice protagonista per Francesca Neri
  - Regista del Miglior Film Straniero per Pedro Almodóvar
- 1999 - Premio BAFTA[1]
  - Nomination Miglior film non in lingua inglese ad Agustín Almodovar e Pedro Almodóvar
- 1998 - Fotogrammi d'argento
  - Miglior attore per Perdita Durango
  - Miglior attrice per Oedipo Alcalde
- 1998 - British Independent Film Awards
  - Nomination Miglior Film Indipendente straniero e in lingua straniera
- 1999 - Film Critics Circle of Australia Awards
  - Nomination Miglior Film Straniero
- 1999 - Online Film & Television Association
  - Nomination Miglior film in lingua straniera
- 1998 - Popcorn Film Festival
  - Audience Award per Pedro Almodóvar
- Satellite Award 1998
  - Miglior Film in lingua straniera per Pedro Almodóvar
- SESC Film Festival 1999 
  - Miglior regista straniero per Pedro Almodóvar
  - Nomination Miglior film straniero per Pedro Almodóvar
- Spanish Actors Union 1998
  - Miglior prestazione in un ruolo minore per Pilar Bardem
  - Nomination Miglior prestazione in un ruolo di supporto per Ángela Molina
  - Nomination Miglior performance in un ruolo minore per Penélope Cruz
- São Paulo International Film Festival 1998
  - Miglior film per Pedro Almodóvar